# Albury Ouest
Albury Ouest (en anglais : West Albury) est une banlieue d'Albury en Australie, située dans la zone d'administration locale de la ville d'Albury, dans la région de la Riverina en Nouvelle-Galles du Sud.
Albury Ouest se trouve à environ 4 km à l'ouest du centre d'Albury, au sud de Glenroy, au nord de Wodonga (État de Victoria) et à l'est de Splitters Creek.
La population s'élevait à 3 872 habitants en 2021.